# Natalia Barbu
Natalia Barbu (født 22. august 1979 i Bălți, Moldova) er en moldavisk sangerinde.
Hun repræsenterede Moldova i Eurovision Song Contest 2007 med sangen "Fight" og endte på en tiende plads i finalen. I foråret 2011 deltog Natalia Barbu på by i Moldovas udtagelse til Eurovision Song Contest 2011 med sangen "Let's Jazz" men vandt ikke.
Barbu er foruden i hjemlandet populær i blandt andet Tyskland, Rumænien og Ukraine.. Hun har gentagne gange optrådt i Callatis. Blandt hendes hits er Ingerul meu (Baby don't cry), Doar noi doi, Vreau sa te vad og Suflet gol.
I 2007 udgav hun albummet La perfetta idea.
i 2024 repræsenterede hun Moldova igen Eurovision Song Contest 2024 med sangen "In The Middle" men hun kvalificerede sig ikke til finalen efter hun blev nr 13. ved semifinale 1 med 20. point.

## Liv og karriere
Hun voksede op i landsbyen Bălți i et skovområde i landets nordlige del hos sine bedsteforældre. Allerede som barn havde hun flair for at optræde, tilskyndet hertil af forældre og bedsteforældre. I begyndelsen optrådte hun for familien og deres gæster.
Da hun var 7 år gammel, flyttede familien til Rîbniţa, midt i Moldovas borgerkrigsramte område. Hendes forældre ønskede at sende hende i en rumænsk skole – på den modsatte bred af Dnestr. For at komme i skole måtte hun dagligt passere barrikader og soldater. Hun gik desuden i musikskole og øvede sig på violin i sin fritid. Hun startede sin musikalske karriere som 12-årig. senere flyttede familien af sikkerhedsmæssige grunde til Chișinău. Moderen medvirkede i folkesangergruppen "Mugurel".
Efter sin gymnasietid fortsatte hun sine studier ved Music Lyceum Stefan Neaga. Desuden spillede hun violin i en folkemusik-gruppe. Først i 1998 blev hun optaget som violinist i "Mugurel". Samme år modtog hun Grand Prix i "Mamaia '98 Festival" i Rumænien. Efter et kortvarigt forsøg på optagelse i gruppen "Millenium" valgte hun at satse på en solokorriere og samtidig at studere ved konservatoriet "Gavriil Muzicescu" i Chișinău.
Hun har desuden medvirket ved udgivelsen af et jazz-album sammen med musikere fra "Trigon", herunder har hun medvirket som både tekstforfatter og arrangør.

## Diskografi
- Între ieri şi azi Between Yesterday And Today 2001
- Zbor De Dor 2003
- Eurovision Song Contest – Helsinki 2007: Fight